# Ekeröleden
Ekeröleden är en färjelinje över Hagaviken och Vårbyfjärden på Östra Mälaren mellan Slagsta i Botkyrka kommun och Jungfrusund på Ekerö.
Ekeröleden innebär en genväg mellan sydvästra Stockholmsregionen, Ekerö och Västerort i Stockholm. Fordonsförare kan mot avgift ta färjan mellan Slagsta och Jungfrusund och därmed spara omkring 30 kilometer jämfört med landsvägen via E4/E20, Drottningholmsvägen och Ekerövägen. Färjelinjen drivs av Trafikverket Färjerederiet på uppdrag av Ekerö kommun och trafikeras normalt med tre frigående bilfärjorna, för närvarande (2024) av systerfartygen Pluto och Venus, och det lite mindre fartyget Freja. Sedan 2018 är färjan gratis för passagerare och cyklister.
Sträckan är 1 900 meter lång och överfarten tar 10 minuter. Trafiken på färjelinjen kom igång i slutet av 1990-talet och drivs som tätast i rusningstrafik med 10 minuters intervall mellan avgångarna.

## Bilder

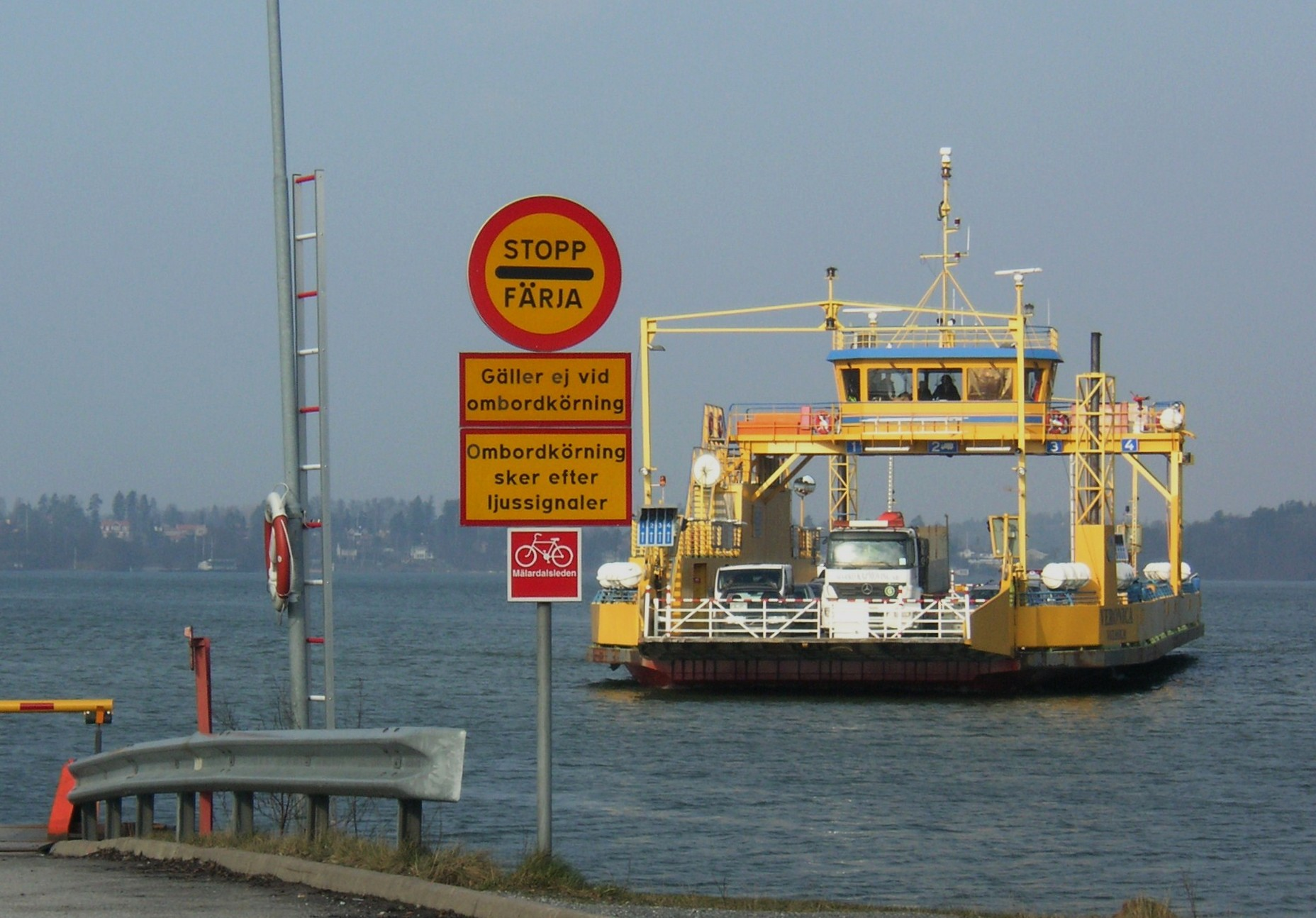
M/S Veronica angör Slagsta.
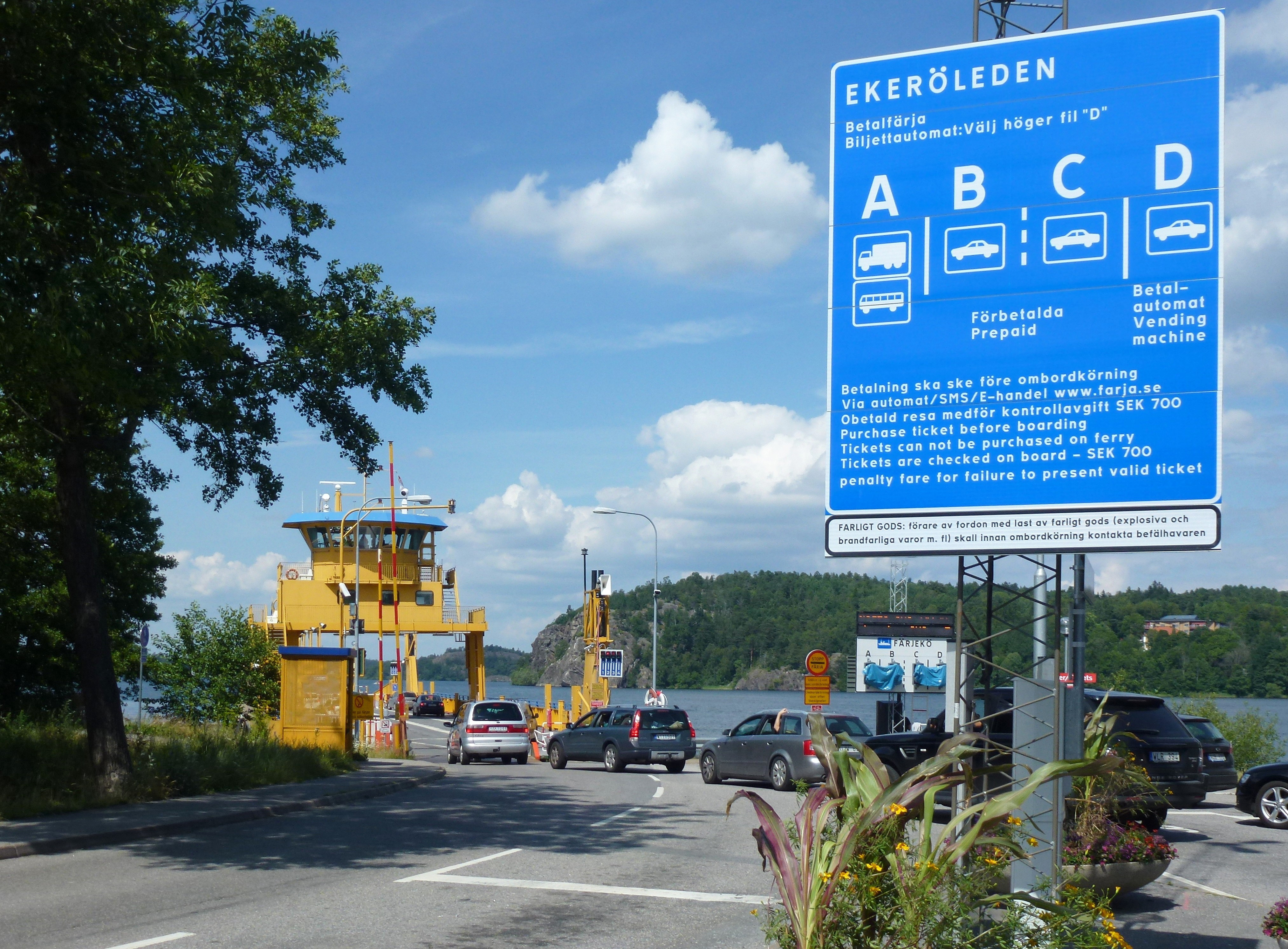
M/S Veronica i Slagsta färjeläge.
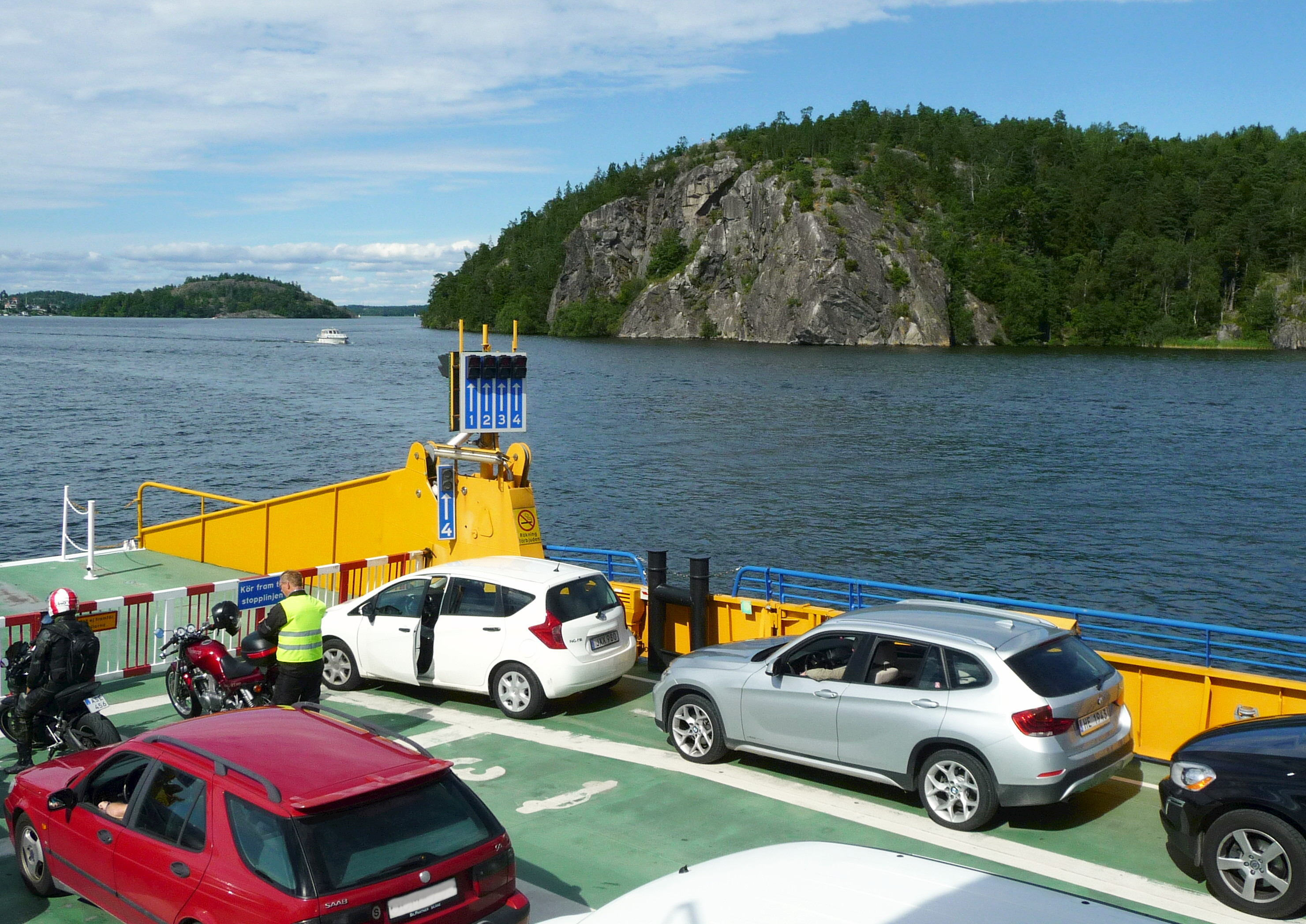
På M/S Freja med Korpberget i bakgrunden.
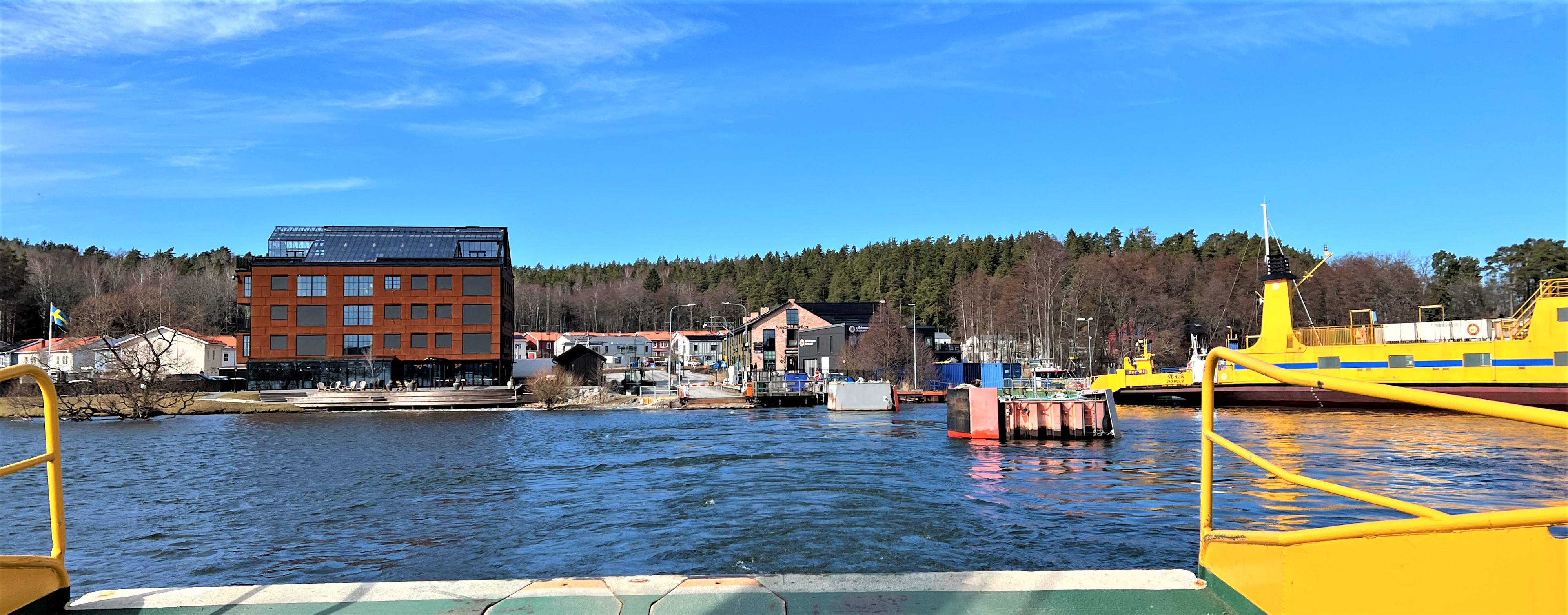
Jungfrusunds sjöstad, med Ekeröledens färjeläge på Ekerö.